# Контрада Тури (Бари)
Контрада Тури (итал. Contrada Turi) је насеље у Италији у округу Бари, региону Апулија.
Према процени из 2011. у насељу је живело 34 становника. Насеље се налази на надморској висини од 198 м.